# Front dla Zmiany i Zgody w Czadzie
Front dla Zmiany i Zgody w Czadzie, FACT (fr. Front pour l’Alternance et la Concorde au Tchad) – organizacja polityczna i militarna utworzona w kwietniu 2016 roku w miejscowości Tanua na północy Czadu przez Mahamata Mahdiego Alego i Mahamata Nuri.

## Postulaty
Front dla Zmiany i Zgody w Czadzie dąży do obalenia rządu Czadu, który nazywa „anarchistycznym reżimem zdominowanym przez małą grupę osób”, ale sam twierdzi, że nie ma politycznych ambicji. FACT jest odłamem Unii Sił dla Demokracji i Rozwoju (UFDD), która odegrała znaczącą rolę podczas próby zamachu stanu w 2008 roku oraz podczas II bitwy pod Ndżameną – jeden z założycieli FACT gen. Mahamat Nuri dowodził siłami rebeliantów podczas tego starcia.

## Działania militarne
Siły FACT stacjonują na terenie Libii, jednak według zapewnień przywódców nie ingerują w trwającą tam wojnę domową.
W następstwie wyborów prezydenckich w Czadzie, które odbyły się 11 kwietnia 2021 roku, w których urzędujący od ponad 20 lat obecny prezydent Idriss Déby zdobył poparcie wynoszące blisko 80%, FACT rozpoczęło rebelię przeciw rządowi Czadu. Siły FACT zaatakowały czadyjski posterunek graniczny, na krótko po zamknięciu lokali wyborczych. W odpowiedzi na to siły rządowe przystąpiły do działań zbrojnych przeciwko Frontowi. 17 kwietnia 2021 roku rząd Wielkiej Brytanii poinformował o dwóch uzbrojonych konwojach sił FACT zbliżających się do stolicy Czadu Ndżameny. Siły Zbrojne Czadu poinformowały o zniszczeniu innego konwoju FACT w prowincji Kanem, kiedy ten zbliżał się do miasta Mao. 20 kwietnia 2021 roku podczas walk z FACT poległ prezydent Idriss Déby.